# Graafschap Sonnenberg
Het graafschap Sonnenberg was een rijksgraafschap binnen het Heilige Roomse Rijk.  Het gebied ligt thans in het Oostenrijkse bondsland Vorarlberg.  De hoofdstad was Nüziders.
In 1455 kwamen de heerlijkheid Sonnenberg met het slot Sonnenberg en de plaats Nüziders van het graafschap Werdenberg aan de drosten van Waldburg.
Frederik III van het Heilige Roomse Rijk stond de drosten in 1463 toe zich graaf van Sonnenberg te noemen. Na vele oorlogen, waarbij ook het slot Sonnenberg vernield werd, verkocht graaf Eberhard I zijn graafschap in 1474 aan hertog Sigismund van Tirol. Zo kwam het gebied in handen van de Habsburgers. Uiteindelijk werd het een deel van Vorarlberg. De latere keizers bleven als een van hun vele titels ook de titel van graaf van Sonnenberg voeren.